# Sventevith (Storming Near the Baltic)
Sventevith (Storming Near the Baltic) é o primeiro álbum de estúdio da banda polonesa de black metal Behemoth, lançado em 1995 pela Pagan Records.

## Faixas
1. "Chant of the Eastern Lands" - 05:43
2. "The Touch of Nya" - 00:57
3. "From the Pagan Vastlands" - 04:30
4. "Hidden in a Fog" - 06:50
5. "Ancient" - 02:02
6. "Entering The Fantasian Soul" - 05:36
7. "Forgotten Cult of Aldaron" - 04:35
8. "Wolves Guard My Coffin" - 04:29
9. "Hell Dwells in Ice" - 05:51
10. "Transylvanian Forest" - 04:53

## Membros
- Nergal - vocal, guitarra e baixo
- Baal Ravenlock - bateria
- Cezar - teclado